# Gârbou
Gârbou – wieś w Rumunii, w okręgu Sălaj, w gminie Gârbou. W 2011 roku liczyła 596 mieszkańców.